# Lầu Ông Hoàng
10°56′11″B 108°08′47″Đ / 10,93639°B 108,14639°Đ
Lầu Ông Hoàng là một di tích tham quan nằm trên một trong năm ngọn đồi đẹp ở phường Phú Hài, Phan Thiết, Bình Thuận. Đây vốn là một biệt thự do Antoine, Công tước De Montpensier, con trai út vua Louis-Philippe I của Pháp bỏ ra số tiền 82.000 đồng bạc Đông Dương để xây, nhưng đến nay đã bị phá hủy và chỉ còn là tàn tích. Địa danh này cũng được gắn liền với thi sĩ Hàn Mặc Tử trong giai đoạn ông đến thăm Phan Thiết. Ngày nay, tên gọi "Lầu Ông Hoàng" cũng thường được chỉ về khu vực nghĩa trang thành phố Phan Thiết.
Lầu Ông Hoàng được xây dựng theo lối kiến trúc Pháp, với móng nền đúc bằng đá hộc xanh, nền cao tới 2m và lót gạch bông sáng bóng. Phía trên nóc của biệt thự là các phiến đá màu xanh, có tác dụng giữ cho bên trong luôn mát mẻ dù nhiệt độ bên ngoài có cao đến đâu. Đây được xem là một trong những biệt thự hiện đại nhất của Bình Thuận vào thời điểm đó.

## Lịch sử

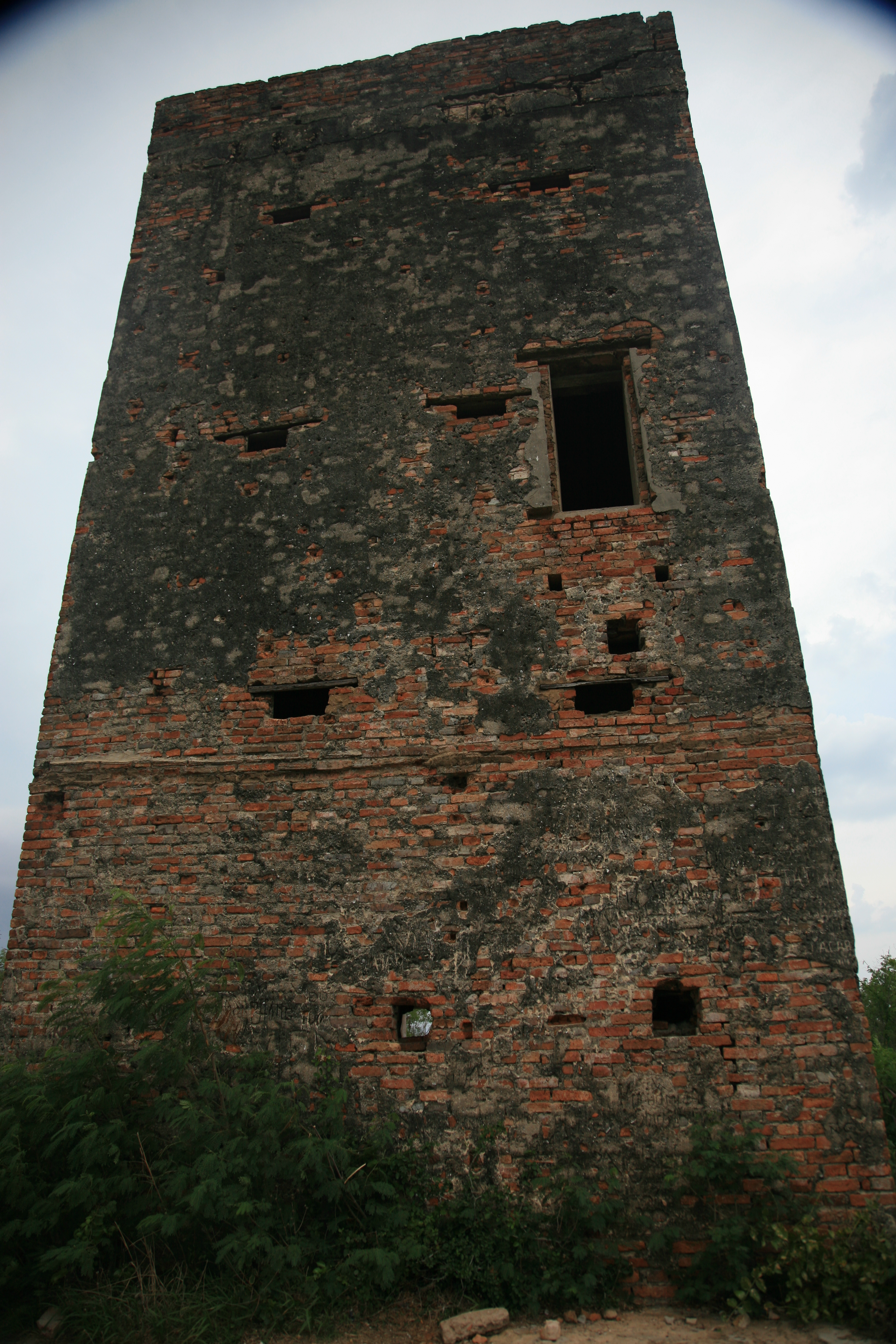
Đây là phế tích một lô cốt tại khu vực lân cận, nhưng đây không phải là một hạng mục thuộc Lầu Ông Hoàng

Vào năm 1911, Công tước De Montpensier qua Việt Nam du lịch và săn bắn. Nhận thấy phong cảnh tại những ngọn đồi xung quanh Phan Thiết rất hữu tình, nên ông đã mua lại mảnh đất rộng 536m², cách Tháp Po Sah Inư 100 m về hướng nam để xây dựng biệt thự.
Tòa biệt thự được khởi công xây dựng ngày 21 tháng 2 năm 1911 với quy mô 13 phòng rộng cùng nhiều tiện nghi phụ trợ, như máy phát điện đặt dưới tầng hầm, bể chứa nước có thể dùng đủ cả năm. Khi xây xong, biệt thự được xem là công trình hiện đại nhất Bình Thuận lúc bấy giờ. Tên gọi Lầu Ông Hoàng xuất phát từ cách gọi dân dã của người dân về sự sang trọng của vị công tước người Pháp cư ngụ ở đây. Lầu Ông Hoàng có một vị trí đẹp, cao 105 m so với mặt nước biển, cách trung tâm Thành phố Phan Thiết 7 km nằm trên khu vực đồi Bài Nài.
Tháng 7 năm 1917, Công tước De Montpensier bán lại biệt thự cho một chủ khách sạn người Pháp tên là Prasetts. Sau này, vua Bảo Đại mới mua lại nó. Sau khi thực dân Pháp quay trở lại xâm lược Việt Nam năm 1945, quân Pháp đã xây dựng một hệ thống đồn bốt với nhiều lô cốt để canh giữ toàn vùng Phan Thiết. Lầu Ông Hoàng trở thành nơi diễn ra nhiều trận đánh ác liệt. Kể từ đó trở đi, Lầu ông Hoàng không còn được ai chăm nom và dần trở nên xuống cấp, hoang phế.

## Nhầm lẫn
Ngày nay, Lầu ông Hoàng đã trở thành tàn tích, phần lớn công trình đã bị mất dấu vết. Chỉ tiếc rằng, ngành quản lý văn hóa và du lịch của địa phương không có những chỉ dẫn cụ thể và chính xác nên nhiều người đến đây đều lầm tưởng cụm lô cốt quân sự còn sót lại cách Tháp Po Sah Inư về hướng Nam khoảng 100m chính là lâu đài của công tước De Monpensier. Vì vậy, hình ảnh một lô cốt có tháp canh khá cao xấu xí với nhiều lỗ châu mai và lỗ chỗ vết đạn mà gọi Lầu Ông Hoàng là hoàn toàn sai lạc.

## Giai thoại liên quan đến Hàn Mặc Tử
Địa danh Lầu Ông Hoàng còn gắn với tên tuổi nhà thơ Hàn Mạc Tử - bởi lẽ Lầu Ông Hoàng từng là nơi hẹn hò và ngắm trăng của Hàn Mạc Tử với Mộng Cầm - người tình của nhà thơ. Nhà thơ Hàn Mạc Tử có nhiều bài thơ nói về nơi này, nổi tiếng là bài "Phan Thiết Phan Thiết" với những vần thơ lạ kỳ, ý thơ thống thiết. Trong bài thơ này, ông ví mình như chim phượng hoàng, bay qua nhiều cung trời để rồi rớt xuống một cù lao, sau nhiều năm tu luyện đã thành chánh quả, ông theo thất tinh chỉ hướng để đi tìm một người thục nữ và ông: 
Ta lang thang tìm tới chốn Lầu Trăng 

Lầu Ông Hoàng, người thiên hạ đồn vang. 

Nơi đã khóc, đã yêu thương da diết...
Tương truyền, Hàn Mặc Tử đã phóng bút tích của mình lên tấm bia đá tại Lầu ông Hoàng, tuy nhiên, di tích đó hiện nay chỉ còn là đống gạch vụn. Người ta cũng cho rằng, khi Hàn Mặc Tử đi dạo với bà Mộng Cầm ở lầu Ông Hoàng, qua một cái nghĩa địa (nay là nghĩa trang Thành phố Phan Thiết) có một ngôi mộ mới an táng thì gặp trời mưa. Bỗng ông phát hiện ra từng đốm đỏ bay lên từ ngôi mộ. Sau đó ông về nhà nghỉ, để rồi sớm mai ông phát hiện ra mình như vậy. Đó là trực khuẩn Hansen gây nên bệnh phong cùi cho ông.
Trong ca khúc "Hàn Mặc Tử" của nhạc sĩ Trần Thiện Thanh cũng có nhắc đến Lầu Ông Hoàng: "Lầu Ông Hoàng đó, thuở nào chân Hàn Mặc Tử đã qua. Ánh trăng treo nghiêng nghiêng, bờ cát dài thêm hoang vắng...".